# Priskos (Feldherr)
Priskos (lat. Priscus; † 613 in Konstantinopel) war ein oströmischer Feldherr unter Maurikios, Phokas und Herakleios sowie der Schwiegersohn des Mittleren. Seine herausragende Verwendung hatte er während der Balkanfeldzüge des Maurikios, neben Petros und Komentiolos.
Priskos war offenbar gebildet und muss neben Griechisch auch Latein, damals noch immer die Kommandosprache der oströmischen Armee, sicher beherrscht haben: Theophylaktos Simokates berichtet von rhetorisch anspruchsvollen Ansprachen „in der traditionellen Sprache der Römer“, die Priskos vor den Soldaten gehalten habe (z. B. Th. Sim. 6,7,9). Ob die Soldaten ihren Feldherren dabei auch verstanden, berichtet Theophylakt allerdings nicht.

## Militärische Laufbahn

### Unter Maurikios 587–602
587 sollte Priskos die Nachfolge des Generals Philippikos als magister militum per Orientem antreten. Da er zugleich den Auftrag hatte, die geplanten 25%igen Soldkürzungen anzukündigen, weigerten sich die Truppen 588, die sich von ihrem neuen Kommandeur zudem respektlos behandelt fühlten, Priskos anzuerkennen, so dass Philippikos, um die Meuterei zu beenden, wieder das Kommando übernahm, nachdem sich die Soldaten ein Jahr lang geweigert hatten, militärische Operationen durchzuführen.
Priskos erhielt stattdessen das Kommando über die römischen Truppen auf dem Balkan. Sein erster Balkanfeldzug mit unerfahrenen Kräften scheiterte 588. 593 führte er aber erfolgreich ein Heer in Moesien gegen die Slawen, wurde aber 594 wegen Befehlsverweigerung durch Maurikios’ Bruder Petros ersetzt. Dennoch erhielt er im darauffolgenden Jahr den Oberbefehl über ein weiteres Heer flussaufwärts, wo er ebenfalls erfolgreich gegen die Awaren agierte, ihnen jedoch 596 zum Missfallen des Kaisers nicht nachsetzte.
597/598 wurde er in Tomis am Schwarzen Meer mit seinen Soldaten von den Awaren eingeschlossen und konnte erst entsetzt werden, als Komentiolos in den Rücken der Awaren stieß. Als Komentiolos seinerseits von den Awaren bedrängt wurde, kam Priskos ihm jedoch nicht zu Hilfe. In der Folgezeit operierte Priskos zusammen mit Komentiolos im Raum des heutigen Banats erfolgreich gegen die Awaren. Dies war insofern ein Wendepunkt in der Geschichte der Awaren, als sie fortan nicht mehr als unbesiegbar galten, was für die Herrschaft der Awaren über andere Völker weitreichende Folgen hatte.

### Unter Phokas (602–610)
Von den drei genannten Feldherren überlebte Priskos als einziger den Sturz des Maurikios. Er befand sich im November 602 in Armenien mit dem Auftrag, neue Truppen für die Balkanfront auszuheben, als die Soldaten des magister militum per Thracias meuterten, nach Konstantinopel zogen, den Kaiser töteten und ihren Wortführer Phokas auf den Thron setzten. Priskos war vom Ort des Geschehens weit genug entfernt und konnte sich mit dem neuen Kaiser arrangieren. Um die Jahreswende 602/603 wurde er zum comes excubitorum ernannt, ein wichtiger Posten in der unmittelbaren Umgebung des Herrschers. 606 heiratete er die Tochter des Phokas, fiel jedoch später in Ungnade, als die Bürger von Konstantinopel Statuen von ihm aufstellten.

### Unter Herakleios (610–613)
Als sich 610 der Sturz des Phokas abzeichnete, konspirierte Priskos mit Herakleios gegen seinen Schwiegervater. Herakleios übertrug ihm 611/612 den Oberbefehl über ein Heer und beauftragte ihn mit der Zerschlagung der persischen Garnison von Kaisareia. Nach einer Brüskierung durch Priskos und einem erfolgreichen Ausbruch der persischen Garnison ließ Herakleios ihm 612 die Tonsur scheren und ihn in ein Kloster stecken, wo er im darauffolgenden Jahr verstarb.

## Bewertung
Insgesamt scheint Priskos ein fähiger Feldherr gewesen zu sein, dessen Loyalität jedoch oft über Gebühr strapaziert wurde, und der daher sowohl bei Maurikios als auch bei Phokas und Herakleios Vertrauen verspielte. Nach den Erfahrungen, die er 588 mit den rebellischen Truppen an der Perserfront gemacht hatte, scheint er fortan darauf bedacht gewesen zu sein, auf die Wünsche seiner Soldaten Rücksicht zu nehmen, was dazu führte, dass er mitunter den Befehlen der Zentrale nicht nachkam und große Risiken mied. Gleichwohl gelang es ihm, zwei Staatsstreiche zu überstehen und sich mit den neuen Machthabern zu arrangieren, zumindest solange seine herausragenden Fähigkeiten als Feldherr ihn unentbehrlich erscheinen ließen.
Als einer der wenigen Überlebenden der politischen Wirren von 602 bis 611 spielte er für Theophylaktos Simokates eine wichtige Rolle als Protagonist seines Werkes, vor allem für die Balkanfeldzüge. Der Geschichtsschreiber berichtet teils sehr negativ über Petros, Komentiolos und Phokas, teils aber auch über Maurikios, den eigentlichen Helden seiner Darstellung.